# والتر شاتکی
والتر شاتکی (آلمانی: Walter H. Schottky؛ ۲۳ ژوئیهٔ ۱۸۸۶–۴ مارس ۱۹۷۶) فیزیک‌دانآلمانی بود.
دیود شاتکی به افتخار او نام‌گذاری شده‌اند.